# 해협양안관계협회
해협양안관계협회(Association for Relations Across the Taiwan Straits, ARATS, 중국어: 海峡两岸关系协会, 병음: Haixiá LiĎng'àn Guānxì Xiéhuì, 약칭: 海协会 / 海協會)는 중화민국과의 기술 및 비즈니스 문제를 처리하는 중화인민공화국의 국무원대만사무판공실이 설립한 통일전선 조직이다.
재단 창립 회장은 왕다오한 전 상하이 시장, 룽이런 명예회장이다. SEF와의 협상은 1999년에 중단되었고, 2005년 Wang의 사망 이후 2008년까지 새로운 의장이 임명되지 않았다. Ma Yingjeou가 대만 총통으로 선출된 후 ARATS와 SEF 간의 회담이 재개되어 해당 분야에서 진전이 이루어졌다. 2008년 삼통(三通), 2010년 경제협력기본협정 등 교통·경제 분야에서 회담을 가졌다. 천윈린 전 국무원대만사무판공실 주임은 2008년부터 2013년까지 ARATS 국장을 맡았다. 2008년에 상대측인 장빙쿤을 만났다.
2024년 대만 대륙위원회는 국가 안보 문제로 인해 자국민이 ARATS에서 일하는 것을 금지했다.

## 회장 목록
- 왕다오한 (1991-2005년)
- 공석 (2005-2008년)
- 천윈린 (2008-2013년)
- 천더밍 (2013-2018년 4월)
- 장즈쥔 (2018년 4월-현재)

## 같이 보기
- 양안 경제협력 기조협의
- 국무원대만사무판공실